# Osteuropa (časopis)
Osteuropa je měsíčník, zabývající se politickým vývojem a kulturou zemí střední a východní Evropy z interdisciplinárního hlediska. Vychází v Berlíně.

## Dějiny
Časopis Osteuropa založil Otto Hoetzsch v roce 1925 v Berlíně. V roce 1939 muselo být vydávání zastaveno, od roku 1951 opět vychází. Mezi léty 1951-1975 vedl časopis Klaus Mehnert, po něm do roku 2002 Alexander Steininger. Současným šéfredaktorem je Manfred Sapper. Dalšími redaktory jsou Volker Weichsel, Margrit Breuer, Olga Radetzkaja, Andrea Huterer a Ansgar Gilster. Sídlem redakce byl mezi léty 1925-1939 Berlín a mezi léty 1951-2003 Cáchy. V roce 2003 redakce přesídlila zpět do Berlína.

## Obsah
Podle vlastního popisu je Osteuropa "měsíčník pro analýzu politiky, hospodářství, společnosti, kultury a soudobých dějin východní, středovýchodní a jihovýchodní Evropy." Vydavatelem je Deutsche Gesellschaft für Osteuropakunde e. V. (DGO). Časopis uveřejňuje kromě článků v němčině, také články v angličtině, ruštině, ukrajinštině a jazycích východní Evropy.